# St. Ulrich (Dülken)

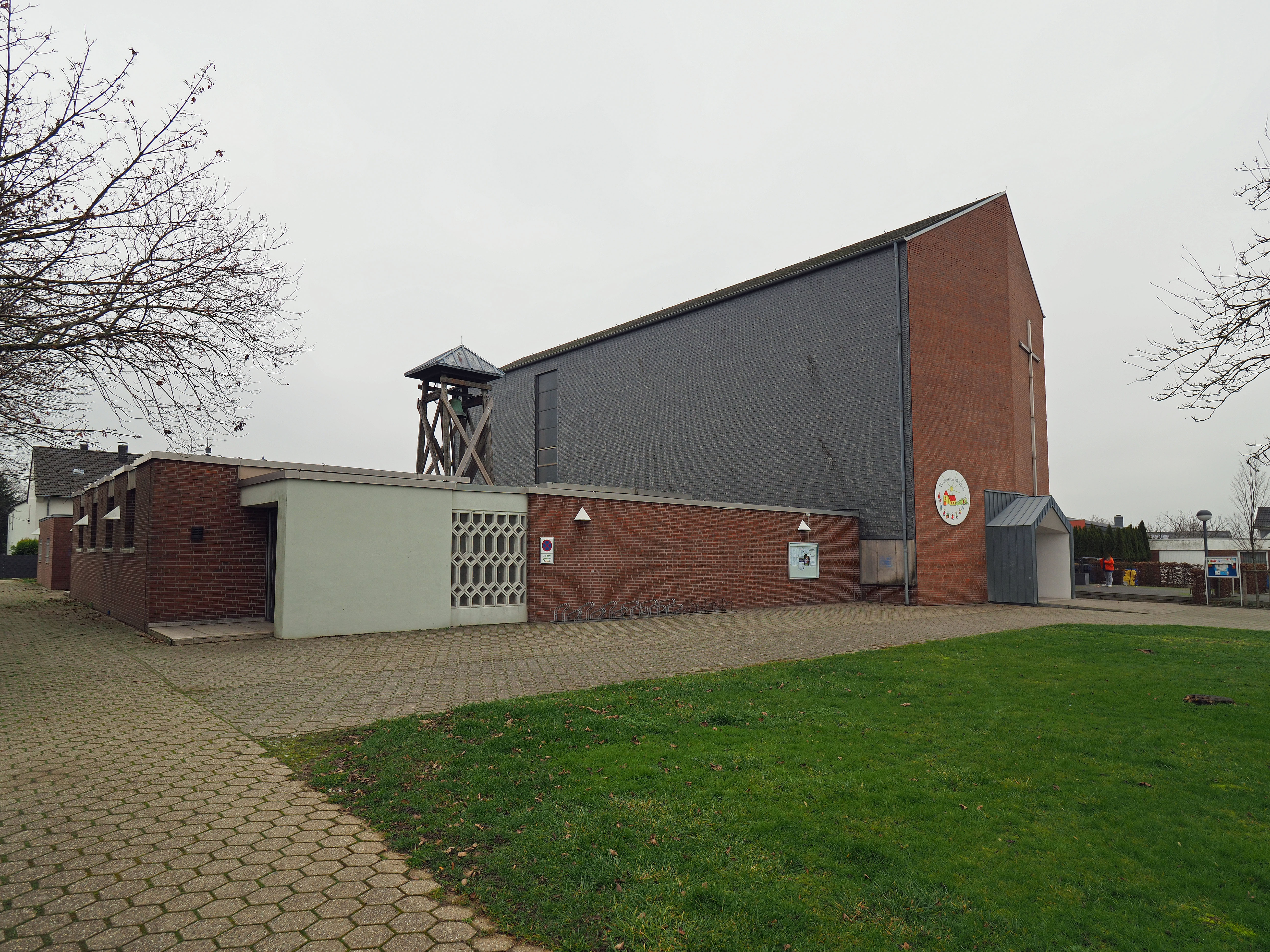
St. Ulrich in Dülken

St. Ulrich ist eine römisch-katholische Filialkirche in Dülken, einem Stadtteil von Viersen im Kreis Viersen in Nordrhein-Westfalen.
Die Kirche steht unter dem Patronat des hl. Ulrich von Augsburg (Gedenktag 4. Juli) und wurde 1966 bis 1967 nach Plänen von Willy Decker errichtet.
St. Ulrich gehört zur Pfarre St. Cornelius und Peter Dülken, Pfarrkirche ist St. Cornelius.

## Geschichte
Seit Anfang der 1960er Jahre wurde der Süden Dülkens mehr und mehr durch neue Baugebiete erschlossen und bebaut. Daher fasste der Kirchenvorstand von St. Cornelius den Entschluss, im Dülkener Süden eine zusätzliche Kirche erbauen zu lassen. Am 1. Juni 1962 gründete sich ein Kirchenbauverein zur Akquirierung finanzieller Mittel für den Kirchenbau. Nachdem genügend finanzielle Mittel und ein geeigneter Bauplatz zur Verfügung standen, wurde Mitte der 1960er Jahre der Mönchengladbacher Architekt Willy Decker mit der Planung der neuen Kirche beauftragt. Baubeginn war 1966 und bereits ein Jahr später war das neue Gotteshaus fertiggestellt. Die Kirchweihe erfolgte schließlich am 12. März 1967. 1968 wurde in Nachbarschaft zur Kirche noch das Pfarrhaus erbaut und zwischen 1969 und 1971 der Kindergarten St. Ulrich, beide ebenfalls nach Plänen Deckers. 
Seit dem 10. März 1967 ist St. Ulrich eine Vikarie innerhalb der Pfarre St. Cornelius.
In den 2010er Jahren wurde der Kirchenraum verkleinert, indem das Seitenschiff abgetrennt wurde. Darin sind seitdem Räumlichkeiten des benachbarten Kindergartens St. Ulrich untergebracht.

## Baubeschreibung
St. Ulrich ist eine zweischiffige, nach Norden ausgerichtete Backsteinhalle. Das Mittelschiff schließt an den Enden mit einem stumpfen Winkel, das breitere Seitenschiff, welches mittlerweile abgetrennt ist, steht auf einem trapezförmigen Grundriss. Das Satteldach ist im inneren mit Holz verkleidet. 

## Ausstattung
Der Altar wurde nach einem Entwurf von Willy Decker 1967 angefertigt, die Orgel ist ein Werk der Orgelbauwerkstatt E. F. Walcker & Cie. aus dem Jahr 1976.